# GIUK-прохід

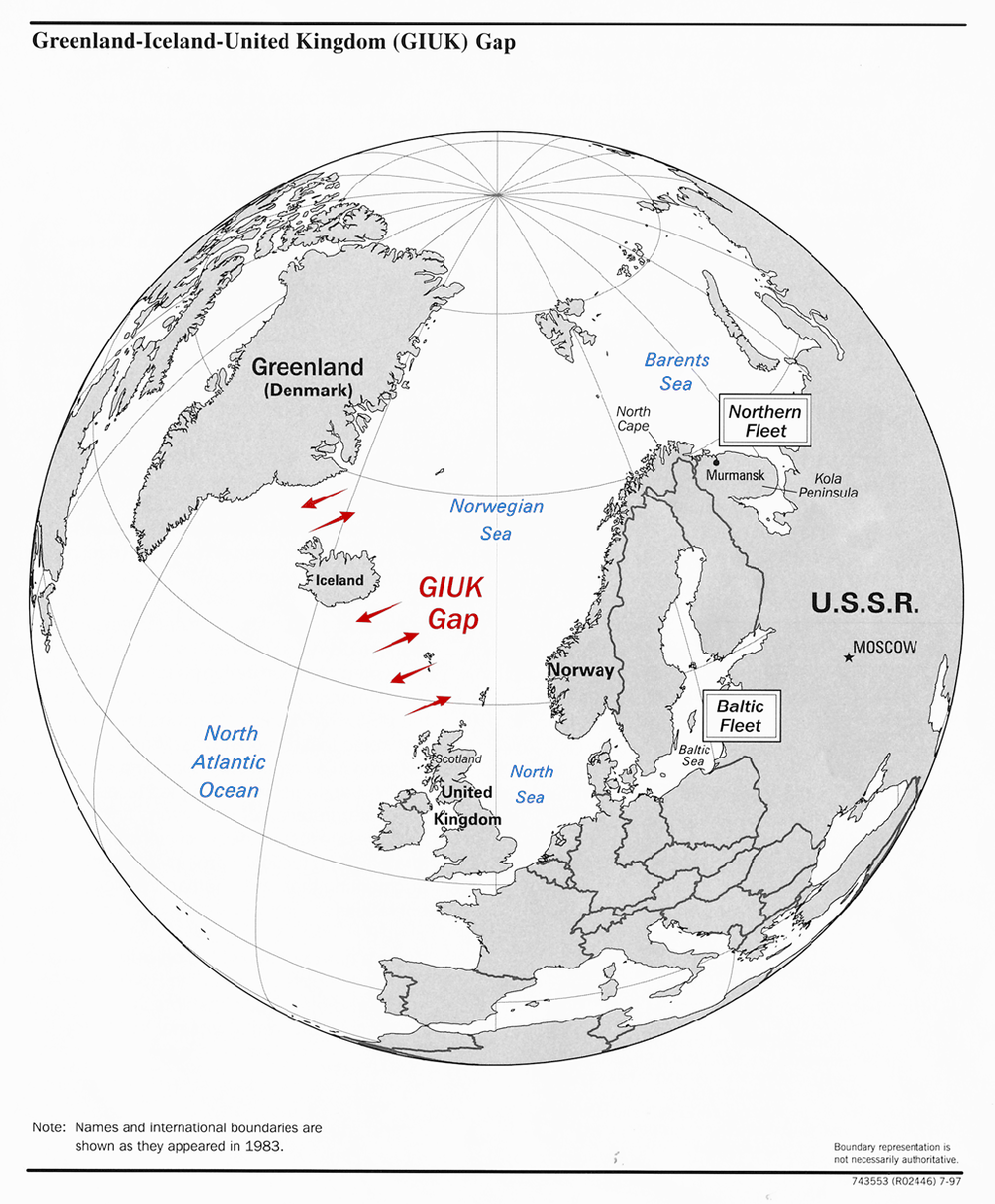
GIUK-прохід

GIUK-прохід (ГІСК-прохід або ГІСК-коридор, англ. GIUK gap) — акваторія у північній Атлантиці, між Гренландією, Ісландією та Сполученим Королівством (його назва є абревіатурою від назв цих країн). Прохід має військово-морське геостратегічне значення, і про нього зазвичай говорять у військовій тематиці.

## Значення для Королівського військово-морського флоту
GIUK-прохід особливо важливий для Королівського військово-морського флоту, будь-яку спробу проникнути у відкриту Атлантику військово-морським силам з Північної Європи доведеться зробити або через сильно захищений Англійський канал або через один з проходів по обидві боки від Ісландії.

## Історія

### Друга світова війна
Під час Другої світової війни прохід використовувався німецькими суднами задля прориву зі своїх баз в північній Німеччині та Норвегії в спробі нападу на конвої, але ці дії були безуспішними через блокування німецьких кораблів у Північному морі та GIUK-проході. Однією з причин окупації Німеччиною Франції була можливість будування своїх підводних човнів на французькому узбережжі. У 1940–1942 Данська протока між Ісландією та Гренландією була однією з небагатьох областей, яку стратегічні бомбардувальники Королівських військово-повітряних сил Великої Британії не могли досягти, і, таким чином, протока стала центром значної активності супротивника.
Походження терміна «прохід» можна віднести до періоду, коли існував розрив у повітряній обороні, відомий як Серединно-Атлантичний прохід або Гренландський прохід. Прохід був за межами зони патрулювання літаками. Його було закрито у 1943, застосуванням літаків Short Sunderland й Consolidated B-24 Liberator, в результаті чого активність підводних човнів в Атлантиці була зведена до нуля.

### Холодна війна
Прохід знову опинився у центрі уваги військово-морського планування в 1950-х, так як він був єдиним доступним виходом в океан для радянських підводних човнів, що діяли зі своєї бази на Кольському півострові. Сенс полягав у тому, що при переході «холодної війни» в «гарячий» стан військово-морські конвої допомоги Європі від США зазнаватимуть втрат, якщо радянським підводним човнам буде дозволено працювати в Північній Атлантиці. США та Велика Британія мали багато стратегічних планів у повоєнний час щодо блокування проходу та в кінцевому підсумку встановили низку підводних акустичних детекторів через прохід, відомий як SOSUS.
Провідне завдання Королівських військово-морських сил під час «холодної війни», за винятком ядерного стримування, полягала у протичовновій обороні.
Окрім того, СРСР планував використовувати прохід для перехоплення будь-яких кораблів НАТО, особливо авіаносців, що рухаються в напрямку Радянського Союзу. Кораблі й підводні човни, а також Ту-142 — морські розвідувальні літаки — мали бути використані для відстеження загрозливих суден.